# The Path of Totality
Albums de Korn
Korn III: Remember Who You Are
(2010) The Paradigm Shift
(2013)
Singles
1. Get Up!
Sortie : 6 mai 2011
2. Narcissistic Cannibal
Sortie : 18 octobre 2011

The Path of Totality est le dixième album du groupe américain de nu metal Korn, publié le 5 décembre 2011.
Cet album étonne fortement quant à son orientation musicale : en effet, le groupe (notamment Jonathan Davis) décide de prendre un virage à 180° pour produire un album dubstep après un retour aux sources avec leur précédent album. Korn collabore avec le DJ Skrillex et décide de s'entourer d'autres DJs (Kill the Noise, 12th Planet, Noisia et Excision) pour produire un album complet (en premier lieu un simple EP avait été annoncé). Deux singles sont extraits de l'album : Get Up! et Narcissistic Cannibal.

## Liste des chansons
| No  | Titre                                                   | Durée |
| --- | ------------------------------------------------------- | ----- |
| 1.  | Chaos Lives in Everything (avec Skrillex)               | 3:47  |
| 2.  | Kill Mercy Within (avec Noisia)                         | 3:35  |
| 3.  | My Wall (avec Excision)                                 | 2:55  |
| 4.  | Narcissistic Cannibal (avec Skrillex et Kill The Noise) | 3:10  |
| 5.  | Illuminati (avec Excision et Downlink)                  | 3:16  |
| 6.  | Burn the Obedient (avec Noisia)                         | 2:38  |
| 7.  | Sanctuary (avec Downlink)                               | 3:24  |
| 8.  | Let's Go (avec Noisia)                                  | 2:40  |
| 9.  | Get Up! (avec Skrillex)                                 | 3:42  |
| 10. | Way Too Far (avec 12th Planet et Flinch)                | 3:49  |
| 11. | Bleeding Out (avec Feed Me)                             | 4:51  |
| 12. | Fuels The Comedy (avec Kill The Noise, bonus)           | 2:49  |
| 13. | Tension (avec Excision, Datsik et Downlink, bonus)      | 3:56  |